# Selde Sogn
Selde Sogn var et sogn i Salling Provsti (Viborg Stift).
I 1800-tallet var Åsted Sogn anneks til Selde Sogn. Selde Sogn hørte til Nørre Herred, mens Åsted Sogn hørte til Harre Herred, begge i Viborg Amt. Selde-Åsted sognekommune blev ved kommunalreformen i 1970 indlemmet i Sundsøre Kommune, som ved strukturreformen i 2007 indgik i Skive Kommune.
I Selde Sogn ligger Selde Kirke.
1.	december 2024 indgik sognet i Fursund Sogn
I sognet findes følgende autoriserede stednavne:
- Batum (bebyggelse)
- Branden (bebyggelse)
- Eskov Strandpark (bebyggelse)
- Floutrup (bebyggelse, ejerlav)
- Kællingvadsted (bebyggelse)
- Lindum (bebyggelse, ejerlav)
- Møllegård (bebyggelse)
- Nørmark (bebyggelse)
- Selde (bebyggelse, ejerlav)
- Selde Kærgårde (bebyggelse)
- Selde Nørremark (bebyggelse)